# Catching up with Mezzoforte
Catching up with Mezzoforte is de naam van een compilatie-album van de IJslandse funk-/fusion-band Mezzoforte uit 1984. Dit album verscheen na hun doorbraak met het nummer Garden Party dat op hun vierde album Surprise Surprise staat. Het album Catching up with Mezzoforte bevat tracks uit het eerdere repertoire van Mezzoforte, vandaar dat dit album als ondertitel Early recordings heeft. Alle tracks zijn in IJsland al eerder op twee aparte albums verschenen. Toen dit album in 1984 verscheen, bevatte het één langspeelplaat met twaalf tracks en een 12" met de twee bonustracks Shooting star en Dreamland. Later, toen het album ook als cd verscheen, werden de twee tracks in het album zelf opgenomen, waardoor er 14 tracks op het album kwamen. Dit album geeft de muzikale ontwikkeling van Mezzoforte omstreeks 1980/1981 weer.

## Tracks
Versie waarin de nummers Dreamland en Shooting star onderdeel van het album zijn.
1. "Surprise" ** E. Gunnarsson/J. Asmundsson - 0:30
2. "Danger High Voltage" * E. Gunnarsson - 4:05
3. "Rise And Shine" ** E. Gunnarsson - 4:30
4. "Midnight Express"[1]* E. Gunnarsson - 3:35
5. "Sweet Nothings" ** E. Gunnarsson - 6:05
6. "The Funky Fish Fillet" ** E. Gunnarsson - 4:50
7. "Shooting star" * E. Gunnarsson/J. Asmundsson - 6:50
8. "Dreamland" ** F. Karlsson - 6:25
9. "Humoresque" * F. Karlsson - 3:40
10. "Northern winds" * F. Karlsson - 5:30
11. "Goosebumps" ** F. Karlsson - 4:00
12. "Rendezvous" * F. Karlsson - 5:55
13. "Sugar and sweets" ** F. Karlsson - 4:00
14. "Finale" * E. Gunnarsson/J. Asmundsson/F. Karlsson/B. Thorarenson /G. Briem - 2:25

## Producer
- Geoff Calver (alle tracks met *)
- Simon Heyworth (alle tracks met **)

## Bezetting

### Vaste bandleden
- Friðrik Karlsson - gitaar
- Eyþór Gunnarsson - toetsen
- Jóhann Ásmundsson - basgitaar
- Gulli Briem - drums, percussie
- Björn Thorarensen - toetsen

### Gastmuzikanten
- Ron Aspery - saxofoon
- Bobby Harrison - conga's
- Louis Jardim - percussie
- Ellen Kristjánsdóttir - zang
- Shady Owens - zang
- Kristinn Svavarsson - saxofoon